# 聯宗
聯宗，又稱為連宗，是同姓氏人士的結誼。
同姓氏，但無親戚關係的人，互以親戚相稱，稱為聯宗或連宗。清代張爾岐《蒿庵閒話》：「近俗喜聯宗，凡同姓者，勢可藉，利可資，無不兄弟叔姪者矣。此風大盛於唐，其時重舊姓，故競相依附。」
另外，兩個以上的不同姓氏因為入贅、過繼母姓等因素，而合併為雙姓或同一宗族祭祀公業、團體者，亦被稱為聯宗；如「張廖聯宗」、「蘇周連聯宗」。